# Jenera (Ohio)
Pour les articles homonymes, voir Jenera.
Jenera est un village américain situé dans le comté de Hancock, dans l'Ohio. Selon le recensement de 2010, sa population est de 221 habitants.